# Hynobius formosanus
Espèce
Statut de conservation UICN

 EN B1ab(iii)+2ab(iii) : En danger
Hynobius formosanus est une espèce d'urodèles de la famille des Hynobiidae.

## Répartition
Cette espèce est endémique de Taïwan. Elle se rencontre vers 2 100 m d'altitude sur les monts Noko et Ari.

## Étymologie
Cette espèce est nommée en référence au lieu de sa découverte, l'île de Taïwan, autrefois nommée Formose.

## Publication originale
- Maki, 1922 : Notes on the salamanders found in the Island of Formosa. Zoological Magazine, Tokyo, vol. 34, p. 635-639 (texte intégral).